# چارلز اریکسن
کارل فردریک "چارلز" اریکسن (انگلیسی: Karl Fredrik "Charles" Ericksen؛ ‎ ۲۰ ژوئن ۱۸۷۵ – ۲۳ فوریهٔ ۱۹۱۶) کشتی‌گیر نروژی-آمریکایی بود که در بازی‌های المپیک تابستانی ۱۹۰۴ برای تیم ایالات متحده شرکت کرد و مدال طلا را در سبک‌وزن به دست آورد.